# Remenski prijenos
Remenski prijenos prenosi sile i okretna gibanja između vratila, a naročito je prikladan za veće razmake osi vratila. Zbog elastičnosti remena, remenski prijenosi rade gipkije nego lančani i zupčani prijenos. Dio remena između dvije remenice remenskog prijenosa koji vuče naziva se vučni ogranak, a drugi, povratni, slobodni ogranak remena.
Uređaji za remenski prijenos dijele se prema obliku i načinu ugradnje (montaže) gibljivih veza. S obzirom na oblik gibljivih veza razlikuju se uređaji za ove prijenose s plosnatim remenjem i oni s klinastim remenjem. Prema načinu ugradnje gibljivih veza, uređaji za prijenos s plosnatim remenjem dijele se na otvorene, ukrštene i poluukrštene.

## Prijenos snage
Remenski prijenos spade u najjeftinije mehaničke prijenosnike snage. Da bi prenosio snagu, nije potrebno značajno podešavanje osi dviju vratila. Remenski prijenos se sastoji najmanje od remena i dvije remenice. Njegov prijenos je miran i bez velike buke, za razliku od drugih vrsta prijenosa. 
Da bi remenski prijenos uspješno radio, potrebno je predzatezanje remena, jer bi inače remen proklizavao po remenici. Potrebno predzatezanje remena ostvaruje se:
- vlastitom težinom remena u vodoravnom položaju. Zbog provjesa od vlastite težine pojedini djelići remena svojom težinom stvaraju komponente sila u uzdužnom smjeru remena. Zato treba da je remen dovoljno dugačak, a razmak vratila da bude veći od 5 metara. Vučni ogranak treba da se nalazi na donjoj strani, kako bi se obuhvatni kut povećao, a ne smanji.
- elastičnom deformacijom remena. Zategnuta duljina remena je manja od pogonske duljine, što znači da se remen rasteže, a time predrasteže pri navlačenju. Budući da se svaki remen vremenom trajno rasteže, potrebno ga je u određenim vremenskim razmacima naknadno zatezati.
- zatezanjem remena pomicanjem pogonskog motora priteznicama.
- zateznom remenicom, koja djelovanjem utega ili opruge tlači na povratni slobodni ogranak remena.
- samozateznim uređajima ("Sepsa"). Motor se nalazi na okretnom postolju. Reaktivnim momentom rotora motora na kućište, zakreće se postolje u smjeru strelice i ostvaruje predzatezanje remena.

Za vrijeme dok remen prelazi preko pogonske remenice, smanjuje se zatezna sila T1 na T2, te nastaje rasterećenje, a remen se skraćuje. Obrnuto, pri prijelazu remena preko gonjene remenice povećava se zatezna sila od T2 na T1, te se remen produljuje. Neprekidno skraćivanje i produljivanje remena dovodi do malog puzanja remena, elastičnog puzanja, koje se očituje kao razlika obodne brzine obiju remenica. Puzanje iznosi 1% do 2% i može se najčešće zanemariti u proračunima. Zbog puzanja remena površine remenica moraju biti glatke, kako bi trošenje remena ostalo u podnošljivim granicama. Prenesena snaga se izražava kao proizvod razlike zateznih sila između dvije strane remena i njegove brzine:
{\displaystyle P=(T_{1}-T_{2})\cdot v}

gdje je: T1 – zatezna sila u vučnom ogranku remena, T2 - zatezna sila u slobodnom ogranku remena, v – brzina remena. Sile naprezanja u remenu se odnose:
{\displaystyle {\frac {T_{1}}{T_{2}}}=e^{\mu \cdot \alpha }}

gdje je: μ – koeficijent trenja između remena i remenice, α – obuhvatni kut na pogonskoj remenici.

### Razni slučajevi remenskog prijenosa
Za razne slučajeve pogona postoje:
- Otvoreni remenski prijenos. Za njega je najpogodniji vodoravan položaj, tako da je s donje strane vučni ogranak, a s gornje strane slobodni ogranak, koji svojom težinom stvara provijes i na taj način povećava obuhvatni kut.
- Križni remenski prijenos upotrebljava se za prijenos snage pri suprotnom smjeru okretanja vratila. Zbog križanja remena povećava se obuhvatni kut, a križni remen manje naginje klizanju.
- Polukrižni remenski prijenos upotrebljava se za prijenos snage kod mimosmjernih vratila. Obuhvatni kut je obično veći od 180º
- Prijenos stupnjevanim remenicama otvoreni ili križni. Upotrebljava se za prijenos snage s promjenjivom brzinom vrtnje
- Prijenos pomoću pogonske i slobodne (jalove) remenice, otvoreni ili križni, omogućuje isključenje gornjeg stroja pri daljnjim radu pogona. Za vrijeme rada remen se pomoću vilice može prebaciti od pogonske na slobodnu remenicu i obrnuto
- Remenski prijenos pomoću zatezne remenice upotrebljava se pri malom razmaku osi i velikom prijenosnom odnosu, kada otvoreni remenski prijenos zbog premalog obuhvata remenica ne bi zadovoljio.[3]

## Materijali remenja i način spajanja
Najvažniji zahtjevi koji se postavljaju na materijal remenja jesu: dobra adhezija između remena i ramenice (veliki koeficijent trenja), velika čvrstoća na kidanje, velika elastičnost s malom trajnom deformacijom, velika dinamička izdržljivost na savijanje, neosjetljivost na atmosferske utjecaje, na ulja, a po mogućnosti i na kemikalije. 
U zadnje vrijeme izrađuje se remenje od umjetnih masa i višeslojnog materijala, koji otvaraju široke mogućnosti primjene. Materijali za plosnate remene pretežno su:

### Koža
Koža, koja ima koeficijente trenja koji drugi materijali jedva mogu doseći. Za izradu kožnatog remenja upotrebljava se goveđa poledina (goveđa koža s hrpta), koja se štavi ili biljnim štavilima ili štavilom kromovih soli. Prvim postupkom dobiva se obična, a drugim kromova koža. Kožnati remen štavljen biljnim štavilom označava se sa (L), a kromovom soli sa (C). Za manje opterećene remenske prijenose upotrebljava se obični kožni remen. Kromni remen je čvršći i može raditi u zraku sa 60% relativne vlažnosti.
Prema sadržaju masti u koži razlikuje se standardna koža (S), gipka koža (G) i vrlo gipka koža (HG). S-koža dolazi u obzir kod manjih brzina remena, kod pogona koji se isključuju i kod grubih pogona. G-koža je za normalne i križne prijenose, i prijenose pomoću stožastih remenica. HG-koža je prikladna za sve vrste pogona, a to znači za velike brzine, velike savojne učestalosti, mali razmak vratila i mali obuhvatni kut; za zatezne remenice i polukrižne remenske prijenose. Razlikuju se još suho izduljena koža (T) i mokro izduljena koža (N). N- koža očituje u pogonu manju plastičnu (trajnu) deformaciju. Pokazalo se da koeficijent trenja kožnog remena, kao i onog koji ima samo dodirni kožni sloj, nije ravnomjeran nego raste s brzinom.

### Tkanine od organskog ili sintetičkog materijala
U prvu grupu spadaju pamuk, celulozna vuna, životinjske dlake (dlake od deve i koza), konoplja (kudelja), lan, prirodna svila, a u drugu grupu umjetna svila, najlon i perlon. Tkano remenje ima, nasuprot kožnatom, jednoliku strukturu, a može se izraditi u obliku beskonačne trake, zbog čega im je mirniji rad. Remeni od tkanina osjetljivi su na rubove i već mala oštećenja mogu dovesti do njegova kidanja.
Razne debljine remena dobivaju se slaganjem više slojeva tkanina, koje se vežu šivanjem, lijepljenjem pomoću balate ili gutaperke, ili vulkaniziranjem gumom. Najčešće se upotrebljava remenje od balate. Balata se dobiva kao mliječni sok jednog tropskog drveta, koji sasušen daje elastično ljepilo, čime se lijepe slojevi složenih pamučnih tkanina. Remeni od balata su dva do tri puta čvršći od kožnatih remena. Neprikladni su u toplim prostorijama, osjetljivi su na ulje i benzin, a neosljetljivi su na vlagu i prašinu. 
Ako kaučuk služi kao vezivno sredstvo, govori se o gumenom remenju (remen guma-tkanina). Ako se navulkanizira tanak zaštitini sloj bune ili perbunana, mogu postati otporni protiv ulja ili benzina, te mogu raditi na temperaturi od 70 ºC do 80 ºC, a neosjetljivi su protiv vlage i prašine. Budući da su specifično teži nego remenje od gume i balata, stvaraju veće centrifugalne sile pri prijelazu preko remenice.

### Umjetne mase
Umjetne mase kao poliamid, najlon i perlon; a rijetko se upotrebljava remenje samo od jedne umjetne mase. Najčešće je to jedna beskonačna najlonska traka, koja je zbog povećanja koeficijenta trenja prevučena umjetnom gumom. Takvo remenje je vrlo čvrsto i radi praktički bez deformacija. Mogu se zato postići brzine remena do 100 m/s. Veoma su savitljivi i neosjetljivi prema mazivima i atmosferskim utjecajima. 
Prema novim postupcima spaja se koža i umjetne mase u višeslojni remen. Takav višeslojni plosnati remen sastoji se od jednog sloja kromne kože, koja je u dodiru s remenicom i ima veliki koeficijent trenja, jednog sloja najlona velike vlačne čvrstoće, te jednog gornjeg pokrivnog sloja od kromne kože ili gumirane tekstilne tkanine. Gornji pokrivni sloj može, međutim, otpasti. Visokovrijedno višeslojno remenje pušta proizvođač da neko određeno vrijeme radi da bi se rasteglo, pa da u pogonu radi praktički bez puzanja. 
Krajevi remena vežu se šivanjem, lijepljenjem ili se mehanički spajaju u beskonačnu traku. Iako je ljepljenje najbolje i najsigurnije, ipak se najviše remenja sastavlja spajalicama, kako bi se u slučaju potrebe moglo nakon trajne deformacije obaviti skraćivanje ili rasklapanje. Žičane spajalice su najjednostavnije. Krajevi remena dobivaju žičane zavojnice koje se međusobno tako postave da kroz njih može proći kožnati zatik, koji zglobno povezuje krajeve. Kao dobre pokazale su se i spajalice u obliku kuke, te kandžaste spajalice, koje stvaraju krutu vezu.

## Vrste remenskog prijenosa

### Valjkaste ili cilindrične remenice
Valjkaste remenice se izrađuju najčešće od sivog lijeva, čeličnog lijeva, lakih metala, od čeličnih poluproizvoda. Glavne mjere su standardizirane prema DIN 111. Vijenci se izrađuju valjkasti ili zaobljeni (bombirani). Kod zaobljenih remenica mora se remen naknadno prilagoditi (priljubiti) zaobljenju. Kod kožnatog remenja se u pravilu za pogonsku remenicu predviđa ravna valjkasta, a za gonjenu zaobljena remenica. Pri brzini remena preko 30 m/s uzimaju se obje remenice zaobljene. Za remenje od tekstila i umjetnih masa dovoljne su valjkaste remenice. Remenice se moraju okretati, a da ne zanašaju. Remenice se moraju uravnotežavati statički, a pri brzini od preko 25 m/s i dinamički. Za obodne brzine do 35 m/s zadovoljavaju remenice od sivog lijeva, a iznad toga remenice su od čeličnog lijeva ili čelika. Ako su potrebne zamašne mase, upotrebljavaju se remenice s velikom težinom vijenca.

#### Remenski prijenos sa zateznom remenicom
Prijenos zateznom remenicom u odnosu na otvoreni prijenos pruža sljedeće prednosti: manje predzatezanje, automatsko izjednačavanje duljine remena, veći obuhvatni kut, manja opterećenost remena pri maloj snazi i u stanju mirovanja, kada se zatezna remenica odigne. Nedostaci su: brz zamor zbog naizmjeničnog savijanja remena, veća savojna učestalost zbog zatezne remenice i zbog često malog razmaka vratila.
Promjer zatezne remenice treba da bude što veći, da remen ne bi bio prejako savijan. Zato se promjer odabire tako da ne bude manji od promjera male remenice. Zatezna remenica mora biti uvijek valjkasta, kako bi se izbjeglo savijanje remena po širini. Ako su, međutim, obje remenice valjkaste, može se zbog potrebnog vođenja remena učiniti iznimka. Zateznu remenicu treba postaviti na slobodni povratni ogranak remena, jer je naprezanje na vučnom ogranku veće. Osim toga se ne smije zateznu remenicu staviti preblizu remena, kako bi se remen mogao oporaviti od jednog savijanja do savijanja u protivnom smjeru.

### Remenski prijenos s klinastim remenom
Lakše izrade remenskih prijenosa s plosnatim remanjem i sa zateznim remenicama potisnute su gotovo potpuno prijenosima klinastim remenjem. U alatnim strojevima i motornim vozilima upotrebljavaju se umjesto prijenosa s plosnatim remenjem samo prijenosi s klinastim remenjem. Klinasto remenje ima u odnosu na plosnato, pri istoj sili kojom remen tlači na remenicu, približno trostruku sposobnost prijenosa, blago puštanje u rad, i praktički vuku bez puzanja. Mogu raditi s malim obuhvatnim kutom, i na taj način omogućuju velik prijenosni odnos. Potreban prostor je manji, a i opterećenja vratila i ležaja su manja. Dalja prednost je u mogućnosti da više klinastih remena radi paralelno.
Klinasti se remen pri prijelazu preko remenice savija, što znači da se s vanjske strane rasteže, a s unutarnje sabija, tako da se kut profila prema stanju kada je remen ispružen smanjuje, to više, što su remenice manje. Budući da remen mora potpuno nalijegati po bokovima, treba odgovarajuće prilagoditi utor remenice (DIN 2217, DIN 2211). Pogrešne mjere remenice dovode do smanjivanja snage koja se može prenijeti ili do brzog trošenja remena.
Beskonačno klinasto remenje je gumeno, s ulošcima upletenih tekstilnih niti (ulošci upletenih tekstilnih niti ulažu se u slojevima jedan iznad drugog), koji djeluju kao vlačni elementi u zoni najvećeg opterećenja. U obliku zavojnice izrađeni ulošci upletenih tekstilnih niti uloženi su u kaučuku, a dobiveni profil omotan je tkaninom. Budući da se profili dobivaju vulkaniziranjem u kalupima, upućeni smo na standardizirane profile i duljine. U automobilskoj industriji, a i u strojogradnji, zamijenjen je normalni beskonačni klinasti remen (DIN 2215) s uskim beskonačnim klinastim remenom (DIN 7753). Uvidjelo se da normalni klinasti remen sudjeluje samo jednim dijelom svog presjeka u prijenosu snage, tako da je uski klinasti remen mogao dobiti samo1/3 površine presjeka normalnog klinastog remena. Zato je uski klinasti remen potisnuo normalni klinasti remen. 
Kod prijenosnika s kontinuiranom promjenom prijenosnog omjera (automatski mjenjač kod automobila) upotrebljava se široki nazubljeni klinasti remen s kutom profila 30º do 33º. Njegova struktura odgovara normalnom klinastom remenu s uloškom od upletenih tekstilnih niti.
Klinasto remenje može raditi na pogonskoj temperaturi do približno 80 ºC.

#### Remenice za klinaste remene
Remenice se lijevaju, zavaruju ili se, kao što je uobičajeno u automobilskoj industriji i masovnoj proizvodnji, prešaju od lima. Promjer male remenice ne bi smio biti manji od najmanje dopuštenog promjera. Ako se izuzetno mora smanjiti promjer remenice ispod nominalnog, smanjuje se i snaga koja se može prenositi. Da bi se postigao dug vijek rajanja remena, potrebne su glatke i čiste bočne površine utora. Za obodne brzine do 35 m/s zadovoljavaju uobičajeni materijali remenica (sivi lijev). Iznad toga potrebni su vrlo česti materijali (čelični lijev, čelik). Do obodne brzine od 25 m/s dovoljno je samo statičko uravnotežavanje, a preko toga potrebno je dinamičko uravnotežavanje.
Klinasti remen treba biti predzategnut, tako da puzanje ne iznosi više od 1%. Kod prijenosa s više klinastih remena ne smiju se aktivne duljine pojedinih remena međusobno razlikovati više od ≈ 0,15%, jer se inače preopterećuje najkraći remen. Ako nema pomičnih remenica koje omogućuju naknadno zatezanje, ili ako nema zateznih remenica, mora se predvidjeti mogućnost promjene razmaka vratila.

### Remenski prijenos sa zupčastim remenom
Zupčasti remeni mogu biti ozubljeni samo s donje ili s donje i gornje strane i zahvaćaju u odgovarajuće ozubljene remenice, te na taj način prenose snagu i gibanje pomoću veze oblikom. Omogućuju brzine remena do 60 m/s. Vučnu silu preuzima pletivo od tankih čeličnih žica uloženo kod beskonačnog remenja od plastičnih masa, u neopren ili vulkollan (trgovački nazivi firme Bayer). Čelično pletivo daje remenu veliku savitljivost i veliki otpor protiv rastezanja.
Plastična masa remena veoma je otporna prema trošenju, neosjetljiva je na ulje, benzin i alkohol, postojana u odnosu na starenju, na ozon i na Sunčevu svjetlost. Budući da je remene potrebno samo malo predzatezati, opterećenje ležaja razmjerno je nisko. Remeni mogu raditi na pogonskim temperaturama do 80 ºC. Neozubljeni, mogu takvi remeni služiti i kao plosnati remeni od plastičnih masa. Ozubljene remenice izrađene su pretežno od metala (prvenstveno iz aluminijske legure AlCuMg), s glodnim zubima specijalnog ozubljenja, ali i od plastične mase. U serijskoj proizvodnji se za izradu ozubljenih remenica upotrebljava i precizni tlačni lijev. Da ne bi došlo do bočnog silaženja zupčastog remena s remenice, stavljaju se bočne ploče, i to bilo dvije na jednoj remenici ili po jednu na svaku remenicu.